# Yehouda Steinberg
Yehouda Steinberg (autres orthographes : Judah Steinberg, Iehuda Steinberg, Yude ou Yehuda Shteynberg), né le 26 février 1863 à Lipcani en Bessarabie, qui fait alors partie de l'Empire russe, aujourd'hui en Moldavie, et décédé le 10 mars 1908 à Odessa, est un nouvelliste et fabuliste juif. Il était aussi le cousin d'Eliezer Steinbarg.

## Biographie
Yehouda Steinberg est né à Lipcani, dans une famille empreinte d'un fervent hassidisme. Son père, Moișe-Vălvl Steinberg est boucher. Il se rebelle contre son éducation traditionnelle, mais son père le marie à une jeune fille à dix-sept ans. Le jeune Yehouda part vivre quelques années dans sa belle-famille, en Roumanie à Ștefănești, à cette époque une sorte de foyer du hassidisme, qui, malgré sa révolte et son ouverture vers l'extérieur, n'a cessé de l'influencer. Dans les sciences et toutes les disciplines laïques en général, il est autodidacte, puis devient lui-même enseignant et le reste presque toute sa vie en parallèle de ses activités littéraires. Ses relations avec son père et la communauté se tendent et, après son retour à Lipcani, il déménage en 1889 à Edineț puis en 1897 à Leova. Sa santé aussi se dégrade et semble l'avoir obligé à s'installer en 1905 à Odessa, où il est nommé correspondant local du journal en yiddish de New York Di varhayt [La Vérité]. Yehouda Steinberg décède d'un cancer des voies aérodigestives supérieures le 10 mars 1908.

## Activités littéraires
Yehouda Steinberg travaille à Edineț dans la même école que Menashe Halpern, Talmud-Tora, puis ils y fondent une bibliothèque. Halpern y détenait déjà une petite renommée littéraire et envoie des manuscrits de Steinberg à Varsovie. En 1893 paraissent ses premiers textes sur le style en hébreu. Il écrit ensuite des paraboles, dont une anthologie parait en 1897, première édition, à Varsovie. Puis il publie surtout des nouvelles, légendes, contes hassidiques, histoires pour enfants, par centaines dans divers journaux, en hébreu et en yiddish. Ses incursions dans la prose plus longue, comme Av u-Veno ou Dr. Orlov restent rares.
Peu après sa mort, une première anthologie de ses écrits en yiddish est parue. Ses textes en hébreu et en yiddish sont compilés par un groupe d'écrivains d'Odessa, dont Yehoshua Rana Rawnitzki, Elhanan Lewinsky et Haïm Bialik et publiés à titre posthume dans les années 1910-1913. Jacob Fichman rassemble lui aussi des textes pour une édition à Cracovie.
Sa nouvelle la plus connue, In yene tsayten, décrit l'incorporation de force d'un jeune garçon juif dans l'armée impériale russe. Il est cependant surtout célèbre en tant qu'auteur de littérature pour enfants, pour avoir innové dans la manière de raconter les légendes juives. On peut citer sa nouvelle Roses and Emeralds [Roses et émeraudes] en tant que diatribe contre l'égoïsme.

## Œuvres
- Niv sefatayim [Fruit des lèvres], Varsovie, 1893.
- Ba-‘Ir uva-ya‘ar [En ville et dans la forêt], Varsovie, 1896.
- Gʻezamʻelte Shrifṭen [Les écrits rassemblés], Varsovie, 1908-1909.
- Oysgeṿehlṭe shrifṭen : in tsṿey ṭheylen : 1. Ḥasidishe mayśeh'lekh. 2. In yene tsayṭen [Textes choisis en deux parties : 1. Contes hassidiques 2.En ces temps-là], New York, 1910.
- Kol kitve Yehudah Shṭaynberg [Œuvres complètes de Yehouda Steinberg], rassemblées par Jacob Fichman, Cracovie, 1910.
- Pesiʻot kẹtanot : reshit ḳeriʼah le-tinoḳot aḥare A.B., écrits en hébreu rassemblés par Haïm Bialik et alii, Odessa, 1909-1910.
- In Those Days: the story of an old man [Ces jours-là : l'histoire d'un vieil homme], textes traduits en anglais par George Jeshurun, 1915.
- Selections from the works of Judah Steinberg [Sélections d’œuvres de Yehouda Steinberg], contes hassidiques traduits en anglais par Abraham Hyman Friedland, 1937.
- The breakfast of the birds and other stories [Le petit-déjeuner des oiseaux et autres histoires], textes traduits en anglais par Emily Solis-Cohen, Philadelphie, 1947.